# Eratigena
Eratigena är ett nytt släkte till vilket man bland annat flyttat arten Större husspindel som tidigare hette Tegenaria atrica. Den heter nu Eratigena atrica.